# Time of Our Lives
"Time of Our Lives" is een nummer van de Amerikaanse rapper Pitbull en zanger Ne-Yo van Pitbull's achtste studioalbum Globalization, dat in 2014 uitkwam. Het nummer staat ook op Ne-Yo's studioalbum No Fiction. De single werd op 17 december 2014 uitgebracht als de derde single van Pitbull's album door RCA Records.

## Videoclip
De bijhorende videoclip verscheen op 25 december 2014.

## Hitnoteringen

### Nederlandse Top 40
| Hitnotering: 14-02-2015 t/m 13-06-2015 | Hitnotering: 14-02-2015 t/m 13-06-2015 | Hitnotering: 14-02-2015 t/m 13-06-2015 | Hitnotering: 14-02-2015 t/m 13-06-2015 | Hitnotering: 14-02-2015 t/m 13-06-2015 | Hitnotering: 14-02-2015 t/m 13-06-2015 | Hitnotering: 14-02-2015 t/m 13-06-2015 | Hitnotering: 14-02-2015 t/m 13-06-2015 | Hitnotering: 14-02-2015 t/m 13-06-2015 | Hitnotering: 14-02-2015 t/m 13-06-2015 | Hitnotering: 14-02-2015 t/m 13-06-2015 | Hitnotering: 14-02-2015 t/m 13-06-2015 | Hitnotering: 14-02-2015 t/m 13-06-2015 | Hitnotering: 14-02-2015 t/m 13-06-2015 | Hitnotering: 14-02-2015 t/m 13-06-2015 | Hitnotering: 14-02-2015 t/m 13-06-2015 | Hitnotering: 14-02-2015 t/m 13-06-2015 | Hitnotering: 14-02-2015 t/m 13-06-2015 | Hitnotering: 14-02-2015 t/m 13-06-2015 | Hitnotering: 14-02-2015 t/m 13-06-2015 |
| Week:                                  | 1                                      | 2                                      | 3                                      | 4                                      | 5                                      | 6                                      | 7                                      | 8                                      | 9                                      | 10                                     | 11                                     | 12                                     | 13                                     | 14                                     | 15                                     | 16                                     | 17                                     | 18                                     |                                        |
| -------------------------------------- | -------------------------------------- | -------------------------------------- | -------------------------------------- | -------------------------------------- | -------------------------------------- | -------------------------------------- | -------------------------------------- | -------------------------------------- | -------------------------------------- | -------------------------------------- | -------------------------------------- | -------------------------------------- | -------------------------------------- | -------------------------------------- | -------------------------------------- | -------------------------------------- | -------------------------------------- | -------------------------------------- | -------------------------------------- |
| Positie:                               | 36                                     | 34                                     | 25                                     | 23                                     | 16                                     | 15                                     | 18                                     | 18                                     | 19                                     | 19                                     | 21                                     | 23                                     | 22                                     | 27                                     | 33                                     | 35                                     | 34                                     | 40                                     | uit                                    |

### NederlandseSingle Top 100
| Hitnotering: 14-02-2015 t/m 13-06-2015 | Hitnotering: 14-02-2015 t/m 13-06-2015 | Hitnotering: 14-02-2015 t/m 13-06-2015 | Hitnotering: 14-02-2015 t/m 13-06-2015 | Hitnotering: 14-02-2015 t/m 13-06-2015 | Hitnotering: 14-02-2015 t/m 13-06-2015 | Hitnotering: 14-02-2015 t/m 13-06-2015 | Hitnotering: 14-02-2015 t/m 13-06-2015 | Hitnotering: 14-02-2015 t/m 13-06-2015 | Hitnotering: 14-02-2015 t/m 13-06-2015 | Hitnotering: 14-02-2015 t/m 13-06-2015 | Hitnotering: 14-02-2015 t/m 13-06-2015 | Hitnotering: 14-02-2015 t/m 13-06-2015 | Hitnotering: 14-02-2015 t/m 13-06-2015 | Hitnotering: 14-02-2015 t/m 13-06-2015 | Hitnotering: 14-02-2015 t/m 13-06-2015 | Hitnotering: 14-02-2015 t/m 13-06-2015 | Hitnotering: 14-02-2015 t/m 13-06-2015 |
| Week:                                  | 1                                      | 2                                      | 3                                      | 4                                      | 5                                      | 6                                      | 7                                      | 8                                      | 9                                      | 10                                     | 11                                     | 12                                     | 13                                     | 14                                     | 15                                     | 16                                     | 17                                     |
| -------------------------------------- | -------------------------------------- | -------------------------------------- | -------------------------------------- | -------------------------------------- | -------------------------------------- | -------------------------------------- | -------------------------------------- | -------------------------------------- | -------------------------------------- | -------------------------------------- | -------------------------------------- | -------------------------------------- | -------------------------------------- | -------------------------------------- | -------------------------------------- | -------------------------------------- | -------------------------------------- |
| Positie:                               | 79                                     | 65                                     | 43                                     | 37                                     | 32                                     | 25                                     | 19                                     | 16                                     | 15                                     | 17                                     | 17                                     | 18                                     | 16                                     | 21                                     | 17                                     | 18                                     | 23                                     |
| Week:                                  | 18                                     | 19                                     | 20                                     | 21                                     | 22                                     | 23                                     | 24                                     | 25                                     | 26                                     | 27                                     | 28                                     | 29                                     | 30                                     | 31                                     | 32                                     | 33                                     |                                        |
| Positie:                               | 26                                     | 30                                     | 33                                     | 37                                     | 35                                     | 35                                     | 42                                     | 44                                     | 45                                     | 51                                     | 53                                     | 55                                     | 56                                     | 56                                     | 65                                     | 77                                     | uit                                    |

### 3FM Mega Top 50
| Hitnotering (Week 1): 07-02-2015 Hitnotering (Week 2 t/m 13): 28-03-2015 t/m 06-06-2015 | Hitnotering (Week 1): 07-02-2015 Hitnotering (Week 2 t/m 13): 28-03-2015 t/m 06-06-2015 | Hitnotering (Week 1): 07-02-2015 Hitnotering (Week 2 t/m 13): 28-03-2015 t/m 06-06-2015 | Hitnotering (Week 1): 07-02-2015 Hitnotering (Week 2 t/m 13): 28-03-2015 t/m 06-06-2015 | Hitnotering (Week 1): 07-02-2015 Hitnotering (Week 2 t/m 13): 28-03-2015 t/m 06-06-2015 | Hitnotering (Week 1): 07-02-2015 Hitnotering (Week 2 t/m 13): 28-03-2015 t/m 06-06-2015 | Hitnotering (Week 1): 07-02-2015 Hitnotering (Week 2 t/m 13): 28-03-2015 t/m 06-06-2015 | Hitnotering (Week 1): 07-02-2015 Hitnotering (Week 2 t/m 13): 28-03-2015 t/m 06-06-2015 | Hitnotering (Week 1): 07-02-2015 Hitnotering (Week 2 t/m 13): 28-03-2015 t/m 06-06-2015 | Hitnotering (Week 1): 07-02-2015 Hitnotering (Week 2 t/m 13): 28-03-2015 t/m 06-06-2015 | Hitnotering (Week 1): 07-02-2015 Hitnotering (Week 2 t/m 13): 28-03-2015 t/m 06-06-2015 | Hitnotering (Week 1): 07-02-2015 Hitnotering (Week 2 t/m 13): 28-03-2015 t/m 06-06-2015 | Hitnotering (Week 1): 07-02-2015 Hitnotering (Week 2 t/m 13): 28-03-2015 t/m 06-06-2015 | Hitnotering (Week 1): 07-02-2015 Hitnotering (Week 2 t/m 13): 28-03-2015 t/m 06-06-2015 | Hitnotering (Week 1): 07-02-2015 Hitnotering (Week 2 t/m 13): 28-03-2015 t/m 06-06-2015 |
| Week:                                                                                   | 1                                                                                       |                                                                                         | 2                                                                                       | 3                                                                                       | 4                                                                                       | 5                                                                                       | 6                                                                                       | 7                                                                                       | 8                                                                                       | 9                                                                                       | 10                                                                                      | 11                                                                                      | 12                                                                                      |                                                                                         |
| --------------------------------------------------------------------------------------- | --------------------------------------------------------------------------------------- | --------------------------------------------------------------------------------------- | --------------------------------------------------------------------------------------- | --------------------------------------------------------------------------------------- | --------------------------------------------------------------------------------------- | --------------------------------------------------------------------------------------- | --------------------------------------------------------------------------------------- | --------------------------------------------------------------------------------------- | --------------------------------------------------------------------------------------- | --------------------------------------------------------------------------------------- | --------------------------------------------------------------------------------------- | --------------------------------------------------------------------------------------- | --------------------------------------------------------------------------------------- | --------------------------------------------------------------------------------------- |
| Positie:                                                                                | 46                                                                                      | uit                                                                                     | 27                                                                                      | 19                                                                                      | 21                                                                                      | 24                                                                                      | 24                                                                                      | 28                                                                                      | 23                                                                                      | 25                                                                                      | 33                                                                                      | 33                                                                                      | 44                                                                                      | uit                                                                                     |

## Releasedata
| Land             | Releasedatum     | Formaat        | Label                      |
| ---------------- | ---------------- | -------------- | -------------------------- |
| Wereldwijd       | 17 november 2014 | Muziekdownload | Mr. 305, Polo Grounds, RCA |
| Verenigde Staten | 12 december 2014 | Radio          | Mr. 305, Polo Grounds, RCA |
| Italië           | 30 januari 2015  | Radio          | Mr. 305, Polo Grounds, RCA |